# Deliblato
Deliblato (serbisch-kyrillisch Делиблато; rumänisch Deliblata; veraltet: deutsch Deliblat/Delleblat) ist ein Dorf mit rund 3000 Einwohnern in der Opština Kovin in der nordserbischen Provinz Vojvodina.

## Geographie
Das Dorf Deliblato liegt am Ostufer des Kraljevacer Sees (auch Deliblato jezero/Делиблатско језеро) im Naturreservat Kraljevac. Etwa 2½km nördlich des Dorfkerns beginnt die Banater Sandwüste, die nach dem Dorf benannt wird (Deliblatska Pescara). Etwa drei Kilometer nordnordöstlich des Dorfes befindet sich auf dessen Gemarkung das ehemalige Ferien- und jetzige Flüchtlingslager Čardak.
Die Državni put 310, eine Staatsstraße der Kategorie IIb, durchquert den Ort.

### Demographie
Die Bevölkerung des Dorfes ist im vergangegen Halbjahrhundert beständig zurückgegangen:
| 1718            | 1869 | 1948 | 1953 | 1961 | 1971 | 1981 | 1991 | 2002 | 2011 |
| --------------- | ---- | ---- | ---- | ---- | ---- | ---- | ---- | ---- | ---- |
| 16 Feuerstellen | 3505 | 4281 | 4509 | 4262 | 4189 | 3885 | 3722 | 3498 | 2939 |

## Geschichte
Der Name des Dorfes leitet sich aus dem Türkischen „deli“ (verrückt) und dem Serbokroatischen „blato“ (Schlamm) ab.
Der Ort wurde möglicherweise unter Đurađ Branković zuerst besiedelt. Der erste bekannte schriftliche Beleg des Dorfes stammt aus dem Jahre 1660, damals lag es im osmanischen Reich und seine Bewohner wurden Serben zugeschrieben. Um 1725 war das Dorf unbewohnt, Mitte des 18. Jahrhunderts siedelten sich wieder Serben an, 1770 war es Teil der Banater Militärgrenze und beherbergte serbische und rumänische Grenzsoldaten.
1838 erhielt das Dorf eine Grundschule, in der serbische und rumänische Kinder auf Deutsch unterrichtet wurden.
Seit Ende März 2020 werden im Zuge der COVID-19-Pandemie Flüchtlinge aus dem Nahen und Mittleren Osten nach Čardak verbracht. Trotz der in Serbien verhängten Ausgangssperre kam es in Deliblato zu Demonstrationen mit etwa 500 Teilnehmern gegen diese Maßnahme.

### Popkultur
Am 6. Februar 1752 gruben Dorfbewohner vier Leichen aus, die sie als Vampire erachteten, kochten derer Herzen und nahmen weitere abergläubische Handlungen an ihnen vor.

## Religion

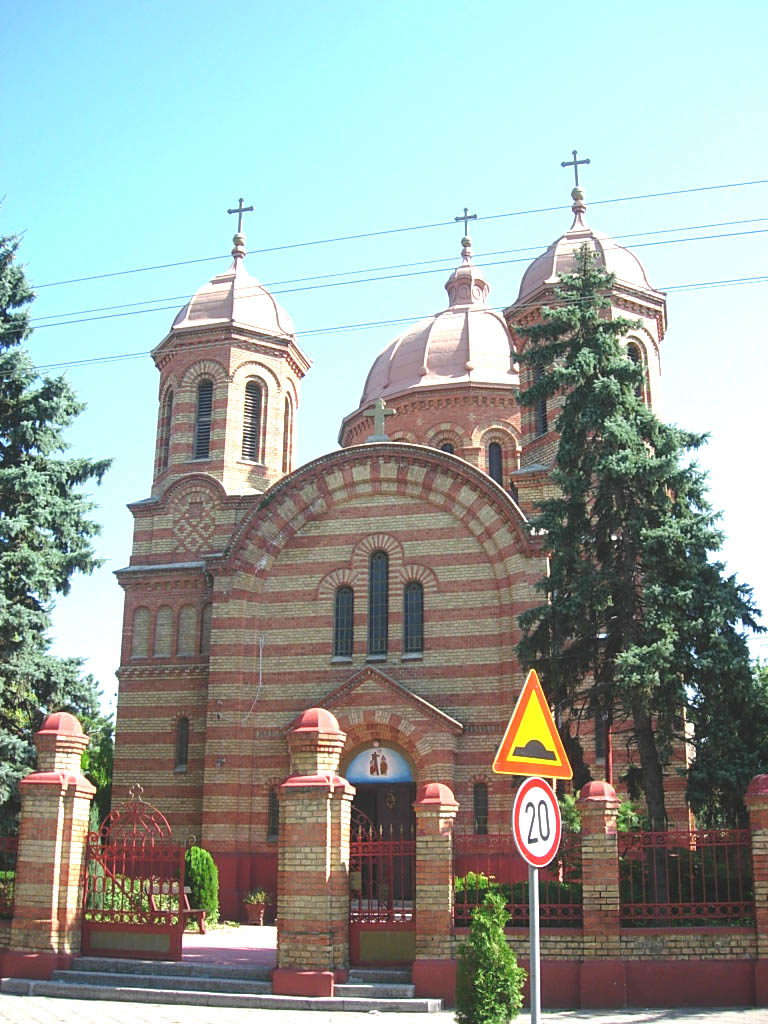
Rumänisch-Orthodoxe Kirche

1925 wurde die rumänisch-orthodoxe Kirche der heiligen Dreifaltigkeit erbaut.

## Zivilgesellschaft
In Deliblato ist der Sportfischerverein Deliblatsko jezero ansässig. Der 1919 gegründete FK Omladinac Deblibato („Fussball-Klub Jugendeinheit Deliblato“) spielt seit dem Abstieg aus okrugsweiten Pančevoliga in der Südgruppe der Zweiten Südbanater Liga (Druga južnobanatska liga "Zapad" – grupa Jug) auf dem siebten Level der serbischen Ligenhierachie; sein Stadion fasst 500 Zuschauer.

## Persönlichkeiten

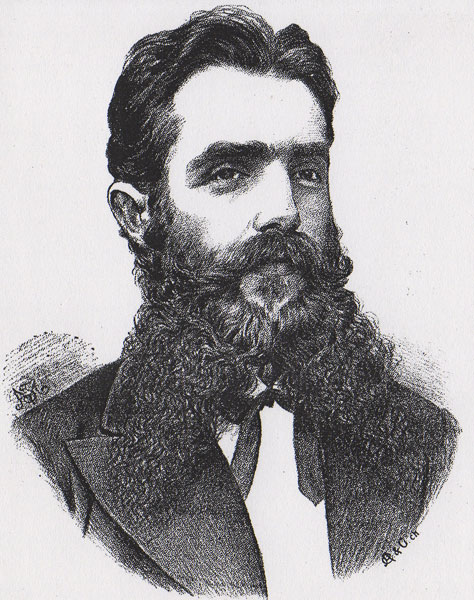
Svetozar Ivačković, 1879

- Svetozar Ivačković (1844–1924), Architekt, geboren in Deliblato
- Nándor Láng (1871–1952), Archäologe, Historiker und Klassischer Philologe
- Pavle „Paja“ Marganović (1904–1929), Politiker der Kommunistische Partei Jugoslawiens, geboren in Deliblato

## Belege
1. ↑  Karolina Petrović: O rezervatu. In: Kraljevac. 27. Mai 2015, abgerufen am 2. April 2020.
2. ↑  Republički Zavod za Statistiku Srbije: Uporedni pregled broja stanovnika 1948, 1953, 1961, 1971, 1981, 1991, 2002. i 2011.: podaci po naseljima = Comparative overview of the number of population in 1948, 1953, 1961, 1971, 1981, 1991, 2002 and 2011 : data by settlements. Beograd 2014, ISBN 978-86-6161-109-4, S. 35 (serbisch, englisch, gov.rs [PDF]).
3. 1 2 3 4 5 6 7  N N: ДЕЛИБЛАТО. In: Opština Kovin. Archiviert vom Original am 6. April 2020; abgerufen am 2. April 2020.  Info: Der Archivlink wurde automatisch eingesetzt und noch nicht geprüft. Bitte prüfe Original- und Archivlink gemäß Anleitung und entferne dann diesen Hinweis.
4. ↑  Nina Stojanović:  "KORISTE VANREDNU SITUACIJU": Naseljavaju migrante u Banat In: Naša Borba, 26. März 2020. Abgerufen am 2. April 2020
5. ↑  Lajos Baróti: Beiträge zur Geschichte des Vampyrismus in Südungarn. In: Ethnologische Mitteilungen aus Ungarn. 3. Jahrgang, 1894, S. 219–221.
6. ↑  Karolina Petrović: Istorijat. In: Kraljevac. 2015, abgerufen am 2. April 2020.
7. ↑  N. N.: FK Omladinac – Deliblato – Rezultati. In: srbijasport.net. Abgerufen am 4. April 2020.
8. ↑  N. N.: FK Omladinac – Deliblato – Lična karta. In: srbijasport.net. Abgerufen am 4. April 2020.